# Marcel Leccia
Marcel Leccia (1911-1944) fut, pendant la Seconde Guerre mondiale, un agent du Special Operations Executive, section F (française).

## Identités
- État civil : Marcel Mathieu René Leccia
- Comme agent du SOE, section F :
  - Nom de guerre (field name) : « Baudouin »
  - Nom de code opérationnel : LABOURER (en français TRAVAILLEUR)
  - Fausse identité : Georges Louis

Parcours militaire : SOE, section F, General List ; grade : lieutenant ; matricule : 309883.

## Éléments biographiques
Marcel Leccia naît le 1er janvier 1911 à Ajaccio (Corse) ou Mirande (Gers). Fils d'officier, il est sous-lieutenant en 1939 prisonnier en 1940 il s'évade de l'Oflag puis devient directeur de la Maison du Prisonnier à Limoges où il aide à l'évasion de pilotes britanniques abattus. Il passe ensuite en Espagne.
Recruté par le Special Operations Executive, il est parachuté en France comme chef du réseau Labourer.

### Mission en France
La mission assignée au réseau LABOURER par la section F consiste :
- à faire sauter, la veille du débarquement, l'état-major allemand installé au château de Pignerolles, à Saint-Barthélemy-d'Anjou à l'est d'Angers ;
- à organiser un groupe de sabotage qui, dès le jour J du débarquement, doit détruire l'éventail des voies ferrées partant de la gare de triage de Saint-Pierre-des-Corps, dans la banlieue est de Tours.

Le réseau comprend trois agents : Marcel Leccia, le chef du réseau ; Élisée Allard, son second ; Pierre Geelen, son opérateur radio.
Les trois agents sont parachutés en une seule opération, dans la nuit du 5 au 6 avril 1944, à Néret (Indre).
Marcel Leccia avait recruté ses cousins, tous deux médecins à Tours. Ils furent déportés. Voir Joseph Leccia et Laurent Leccia.

### Aux mains de l'ennemi
Ils sont arrêtés fin avril 1944, déportés en Allemagne à Buchenwald et exécutés le 10 septembre 1944, pendus au crématoire du camp.

## Reconnaissance

### Distinctions
Il est reconnu « Mort pour la France ».
- Médaille de la Résistance française par décret du 31 mars 1947[10].

### Monuments
- En tant que l'un des 104 agents de la section F morts pour la France, Marcel Leccia est honoré au mémorial de Valençay, Indre, France.
- Une stèle est érigée à Néret à la mémoire du groupe de trois agents SOE qui étaient venus installer le réseau LABOURER (Marcel Leccia, chef du réseau ; Élisée Allard, son second ; et Pierre Geelen, opérateur radio). La stèle se trouve à l'endroit où ils avaient été parachutés dans la nuit du 5 au 6 avril 1944. Lieu : Néret dans l'Indre, au sud-est de Châteauroux, au lieu-dit Acre, au bord de la route du Château d'Acre. Date d'inauguration : 26 mai 1946.
- Une plaque est présente à l'école de Briantes, Indre, lieu de l'arrestation par la Gestapo[11].
- Brookwood Memorial, Surrey, panneau 22, colonne 1.
- Au camp de Buchenwald, une plaque, inaugurée le 15 octobre 2010, honore la mémoire des officiers alliés du bloc 17 assassinés entre septembre 1944 et mars 1945, notamment vingt agents du SOE, parmi lesquels figure « Leccia, Lt. M. »